# Producte mixt
El producte mixt (de vegades anomenat triple producte escalar) és una operació entre tres vectors que combina el producte escalar amb el producte vectorial per obtenir un resultat escalar. Es denota de la següent manera: {\displaystyle [{\vec {u}},{\vec {v}},{\vec {w}}]}
| El producte mixt dels vectors {\displaystyle {\vec {u}},{\vec {v}},{\vec {w}}} es denota per {\displaystyle [{\vec {u}},{\vec {v}},{\vec {w}}]} i es defineix de la següent manera: {\displaystyle [{\vec {u}},{\vec {v}},{\vec {w}}]={\vec {u}}\cdot ({\vec {v}}\times {\vec {w}})} |

## Càlcul
El producte mixt es defineix com el producte escalar d'un dels vectors amb el producte vectorial dels altres dos:

{\displaystyle [{\vec {u}},{\vec {v}},{\vec {w}}]={\vec {u}}\cdot ({\vec {v}}\times {\vec {w}})}

El producte mixt es pot avaluar numèricament utilitzant qualsevol de les caracteritzacions equivalents següents:
{\displaystyle {\vec {u}}\cdot ({\vec {v}}\times {\vec {w}})={\vec {w}}\cdot ({\vec {u}}\times {\vec {v}})={\vec {v}}\cdot ({\vec {w}}\times {\vec {u}})}
El producte mixt {\displaystyle [{\vec {u}},{\vec {v}},{\vec {w}}]} serà 0 si:
- {\displaystyle {\vec {u}}={\vec {0}}}
- {\displaystyle {\vec {v}}\times {\vec {w}}={\vec {0}}\Rightarrow {\vec {v}}\ i\ {\vec {w}}} són linealment dependents.
- {\displaystyle {\vec {u}}\perp \left({\vec {v}}\times {\vec {w}}\right)\Rightarrow \ } el vector {\displaystyle {\vec {u}}\ } es troba en el mateix pla que {\displaystyle {\vec {v}}\ i\ {\vec {w}}\ }, és a dir, {\displaystyle {\vec {u}},\ {\vec {v}}\ i\ {\vec {w}}\ } són coplanaris.

En tots els casos, els vectors {\displaystyle {\vec {u}},\ {\vec {v}}\ i\ {\vec {w}}\ } són  linealment dependents .
El producte mixt també es pot entendre com el determinant de la matriu 3×3 que té els tres vectors com les seves files o columnes (el determinant d'una matriu transposada és la mateixa que l'original); aquesta quantitat és invariant sota rotació de coordenades.
{\displaystyle \mathbf {a} \cdot (\mathbf {b} \times \mathbf {c} )=\det {\begin{bmatrix}a_{1}&a_{2}&a_{3}\\b_{1}&b_{2}&b_{3}\\c_{1}&c_{2}&c_{3}\\\end{bmatrix}}}

### Interpretació geomètrica
Geomètricament s'interpreta com:
{\displaystyle |\mathbf {a} \cdot (\mathbf {b} \times \mathbf {c} )|}

3 vectors que defineixen un paral·lelepípede

Equival al volum d'un paral·lelepípede definit pels 3 vectors donats, tal com es veu a la imatge.
Així mateix també es pot calcular el volum del tetraedre (en vermell) format pels tres vectors dividint el producte entre 6.

3 vectors que defineixen un tetraedre

### Propietats
- {\displaystyle [{\vec {u}},{\vec {v}},{\vec {w}}]=[{\vec {w}},{\vec {u}},{\vec {v}}]=[{\vec {v}},{\vec {w}},{\vec {u}}]}

- El canvi d'ordre dels dos vectors del producte vectorial canvia el signe del producte mixt, és a dir:

{\displaystyle [{\vec {u}},{\vec {v}},{\vec {w}}]=-[{\vec {u}},{\vec {w}},{\vec {v}}]=-[{\vec {w}},{\vec {v}},{\vec {u}}]=-[{\vec {v}},{\vec {u}},{\vec {w}}]}.
Els parèntesis es poden ometre sense causar ambigüitat, ja que el producte escalar no es pot avaluar en primer lloc (cal respectar l'ordre de les operacions). Cal recordar que el producte vectorial d'un escalar i un vector no està definit.
- {\displaystyle [{\vec {u}}_{1}+{\vec {u}}_{2},{\vec {v}},{\vec {w}}]=[{\vec {u}}_{1},{\vec {v}},{\vec {w}}]+[{\vec {u}}_{2},{\vec {v}},{\vec {w}}]}

- {\displaystyle k\cdot [{\vec {u}},{\vec {v}},{\vec {w}}]=[k\cdot {\vec {u}},{\vec {v}},{\vec {w}}]=[{\vec {u}},k\cdot {\vec {v}},{\vec {w}}]=[{\vec {u}},{\vec {v}},k\cdot {\vec {w}}],\ {\textrm {amb}}\ k\in \mathbb {R} }